# Heinrich von Bassewitz
Heinrich Vicke von Bassewitz (* 1469 in Mecklenburg; † 1517 ebenda) war ein deutscher Adliger und Gutsbesitzer. Er nahm 1506 an der Fehde gegen Lübeck teil.

## Leben
Heinrich Vicke von Bassewitz wurde vor 1469 als zweiter Sohn von Johann von Bassewitz und dessen Frau Adelheid v. Lehsten geboren. Er hatte noch drei Brüder und mindestens eine Schwester.
Heinrich Vicke von Bassewitz heiratete Anna v. Platen a.d.H. Dutzow, nach anderen Angaben a.d.H. Grabow. Sie hatten sieben
Söhne, darunter Joachim von Bassewitz. Mit Heinrich Vicke von Bassewitz beginnt eine gesicherte und mehrfach durchforschte Genealogie der Mecklenburgischen Hauptlinie der Familie von Bassewitz.
Heinrich Vicke von Bassewitz erbte von seinem Vater die Güter Bülow, Hohen Luckow, Kahlenberg, Levetzow, Wendorf (später Schönhof) und Thorstorf.
Eine Urkunde von 1492 erwähnt „Hynrik Basse tho Hogenluckow, Gert Basse syn Broder tho Torstorp, Hynrich Basse tho Rambow“. Einer weiteren Urkunde zufolge zahlte Ende des 15. Jahrhunderts Jaspar Lemmeke, ein wie damals üblich stark verschuldeter Bauer, für zwei Hufen in Fährdorf auf der Insel Poel 13 Mark Pacht an die Familie von Bassewitz (sowie 14 Mark Schuldzinsen an fünf Wismarer Bürger und 2 Mark Steuern). Etwa zeitgleich (um 1490) werden drei Bassewitzen von den Herzögen Balthasar und Magnus II. im Besitz aller Güter und Rechte bezüglich Kowalz und Thelkow bestätigt, die rund hundert Jahre zuvor an Claus von Bassewitz verpfändet wurden. Wenig später ging Thelkow jedoch an die Familie v. d. Lühe.
1512 „…bey der großen [Erb-]Theilung, so Hinrich von Bassewitz unter seinen Söhnen vorgenommen hat…“ wurden auch erbechtliche Beziehungen mit Vettern aus der Wendischen Hauptlinie der Familie von Bassewitz betroffen. 1521 bestätigten seine Söhne diese Erbteilung, nachdem alle die Volljährigkeit erlangt hatten.
1506 nahm Heinrich Vicke von Bassewitz zusammen mit weiteren Angehörigen der Familie von Bassewitz an der Lübecker Fehde teil. Urkundlich werden dabei Hinrich zu Bülow, Lütke zu Dalwitz und Maslow, Barthold, Gerd zu Thorstorf und Thomas zu Levetzow genannt. Zusammen stellten sie „zwanzig Rösser und Reisige“ für diese Fehde auf.
| Personendaten    | Personendaten                                      |
| ---------------- | -------------------------------------------------- |
| NAME             | Bassewitz, Heinrich von                            |
| ALTERNATIVNAMEN  | Bassewitz, Heinrich Vicke von (vollständiger Name) |
| KURZBESCHREIBUNG | deutscher Adliger und Gutsbesitzer                 |
| GEBURTSDATUM     | 1469                                               |
| GEBURTSORT       | Mecklenburg                                        |
| STERBEDATUM      | 1517                                               |
| STERBEORT        | Mecklenburg                                        |